# 加維奧廷岩
加維奧廷岩（英語：Gaviotín Rock），是南極洲的岩石，位於葛拉漢地的茹安維爾島，處於薩克斯姆冰原島峰以南4公里的拉森海峽，現時由南極條約體系管理。